# Paul Bielatowicz
Paul Bielatowicz (Burnley, 25 novembre 1978) è un chitarrista, cantante e compositore britannico naturalizzato statunitense, noto prevalentemente come membro dei Carl Palmer's ELP Legacy, nonché come collaboratore di Neal Morse.

## Biografia
Bielatowicz iniziò da adolescente a praticare la ginnastica e, nel tempo rimanente, a suonare la chitarra seguendo le orme del suo idolo, Eddie Van Halen.
Nel 1997 si trasferì a Leeds per laurearsi al Leeds College of Music; in quel periodo iniziò a sviluppare la mia tecnica di tapping che escogitò guardando e ascoltando i pianisti suonare arpeggi con apparente facilità.
Dopo tre anni di gavetta, l'esordio a livello professionistico avvenne nei Carl Palmer's ELP Legacy, band sorta dallo scioglimento degli Emerson, Lake and Palmer, la quale spesso effettua lunghi tour in diversi continenti.
Nel 2003 venne a contatto con Neal Morse e gli chiese di venire ad un suo concerto. Entusiasta della performance, Morse lo scelse come chitarrista in diversi suoi album solisti.
Nel 2012, sempre insieme a Morse, fondò il gruppo The Prog World Orchestra, del quale fu chitarrista insieme a Steve Hackett.

## Discografia

### Da solista
- 2013 - Preludes and Etudes

### Con i Carl Palmer's ELP Legacy
- 2016 - Palmer's ELP Live in the USA 2014
- 2018 - Palmer's ELP Live 2

### Collaborazioni
- 2008 - Lifeline - Neal Morse
- 2011 - Testimony II - Neal Morse
- 2012 - Cover 2 Cover - Neal Morse, Randy George, Mike Portnoy
- 2018 - Jesus Christ the Exorcist - Neal Morse